# Угровське Подградьє
Угровське́ Подградьє — село в окрузі Бановці-над-Бебравою Банськобистрицького краю Словаччини. Станом на грудень 2015 року в селі проживало 38 людей.
Розташоване в підніжжі залишків Угровського замку.

## Населення
| Рік:            | 1994. | 2004.    | 2014.    | 2024.  |
| --------------- | ----- | -------- | -------- | ------ |
| Кількість осіб: | 66    | 46       | 40       | 43     |
| Різниця:        |       | -30,30 % | -13,04 % | +7,5 % |

| Рік:            | 2023. | 2024.   |
| --------------- | ----- | ------- |
| Кількість осіб: | 42    | 43      |
| Різниця:        |       | +2,38 % |